# Kreuzspinnen
|  | Dieser Artikel wurde aufgrund von formalen oder inhaltlichen Mängeln in der Qualitätssicherung Biologie zur Verbesserung eingetragen. Dies geschieht, um die Qualität der Biologie-Artikel auf ein akzeptables Niveau zu bringen. Bitte hilf mit, diesen Artikel zu verbessern! Artikel, die nicht signifikant verbessert werden, können gegebenenfalls gelöscht werden. Lies dazu auch die näheren Informationen in den Mindestanforderungen an Biologie-Artikel. |

Die Kreuzspinnen (Araneus) sind mit mehreren hundert Arten eine der artenreichsten Gattungen der Familie der Echten Radnetzspinnen. Vertreter der Kreuzspinne sind auf der ganzen Welt vorzufinden.

## Namensgebendes Merkmal
Obgleich die meisten Arten eine andersartige Zeichnung tragen, rührt der Name der Gattung von dem charakteristischen Kreuz auf dem vorderen Teil des Hinterleibs, welches bei wenigen prominenten europäischen Mitgliedern der Gattung auftritt: bei der Gartenkreuzspinne aus fünf Flecken (vier länglichen und einem kreisförmigen in der Mitte) und bei der Vierfleckkreuzspinne aus vier Flecken. Dabei handelt es sich um Stoffwechselprodukte, die unter dem Sklerotinpanzer abgelagert werden.

## Merkmale
Wie viele Webspinnen besitzen die Kreuzspinnen im Kopf-Brust-Teil ein festes Exoskelett aus Chitin und Sklerotin. Da dieses Exoskelett nicht mitwächst, müssen die Tiere sich ca. ein Jahr lang alle paar Wochen häuten. Kopf und die Brust der Spinnen sind verwachsen und man bezeichnet den Teil als Kopfbruststück. An diesem Körperteil findet man einerseits ein Paar Kiefertaster, welche zur Erkennung von Beute notwendig sind, und andererseits ein Paar Kieferklauen. In diesen befinden sich die Ausführgänge der Giftdrüsen.

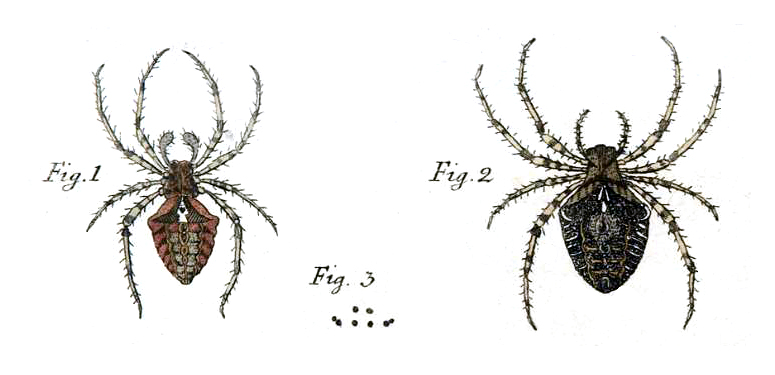
Gehörnte Kreuzspinne (Araneus angulatus), gezeichnet von Carl Clerck (1757),
Fig.1 männliche Gehörnte Kreuzspinne,
Fig.2 weibliche Gehörnte Kreuzspinne,
Fig.3 Diagramm der Augen

Wie fast alle Webspinnen tragen Kreuzspinnen acht Augen: auf der Stirnmitte zwei Paar Linsenaugen sowie seitlich jeweils ein Paar. Außerdem befinden sich am Kopfbruststück vier Beinpaare.

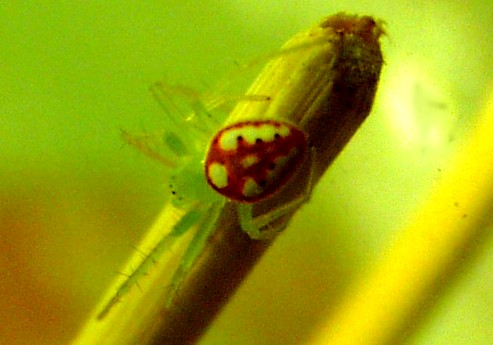
Araneus cingulatus mit scheinbar horizontal angeordneten vier Augen, tatsächlich aber sind nur die beiden oberen frontalen Linsenaugen erkennbar und die kleinen seitlichen verschmelzen zu jeweils einem Fleck

Im Gegensatz zum Kopfbruststück ist der Hinterleib weich und besitzt keinen Chitinpanzer. Dies hat den Grund, dass er sich ausdehnen kann. Im Hinterleib befinden sich wichtige Organe wie Atemöffnungen, Ausscheidungsorgane, Geschlechtsorgane und die Spinndrüsen. Insgesamt werden Kreuzspinnen zwischen 5 und 18 mm groß und gehören damit zu den größten heimischen Spinnen in Deutschland. Die Weibchen werden dabei rund 3 mal größer als die Männchen.
Kreuzspinnen weisen wie die meisten Webspinnen häufig einen Sexualdimorphismus auf: männliche und weibliche Tiere können nach äußerlichen Merkmalen wie Färbung und Größe unterschieden werden. Dies erschwert allerdings manchmal die Artbestimmung. Wenngleich die Färbung der verschiedenen Arten meist unterschiedlich ist, kann die Färbung je nach Verbreitungsgebiet variieren. So können Gartenkreuzspinnen hellbraun, gelblich oder rötlich erscheinen, in Gebirgslagen lebende Exemplare sind oft schwarz.

## Verbreitung
Kreuzspinnen sind in der ganzen Welt vorzufinden. Von den mehreren hundert Arten sind lediglich zehn in Mitteleuropa beheimatet, wovon die Gartenkreuzspinne die bekannteste und die am weitesten verbreitete Art ist. 
Ob sich Verbreitungsgebiete ändern oder manche Arten nicht in bestimmten Verbreitungsgebieten beschrieben wurden, bleibt ungeklärt. Jedenfalls treten manche Arten auch außerhalb ihrer bekannten Verbreitungsgebiete auf.

## Fortpflanzung und Lebenszyklus
Kreuzspinnen können ein Alter von bis zu drei Jahren erreichen und werden in der Regel nach einem Jahr geschlechtsreif. Die Paarungszeit der Gartenkreuzspinne liegt zwischen August und September. Ist ein Männchen paarungsbereit, zupft es am Netz des Weibchens mit einem bestimmten Rhythmus, um die Paarungsbereitschaft zu signalisieren. Ist das Weibchen ebenfalls paarungswillig, kommt es dem Männchen entgegen. Auf dem so genannten Hochzeitsfaden erfolgt dann die Paarung und die Übertragung von Samenzellen. Gelegentlich wird nach der Paarung das Männchen vom Weibchen getötet und verspeist.
Zwischen September und Oktober erzeugt die weibliche Gartenkreuzspinne einen Kokon. Der Kokon besteht aus vielen gelblichen Seidenfäden, worin später 40 bis 50 gelbe und längliche Eier Platz finden. Nach der Eiablage wird der Kokon verschlossen und fertiggestellt. Danach stirbt die Kreuzspinne. Der Kokon schützt vor Fressfeinden und anderen Umwelteinflüssen. Nach der Überwinterung der Jungtiere schlüpfen sie im Frühjahr und wachsen im Sommer zu ihrer normalen Größe heran. Im Herbst suchen sich die Tiere einen Platz zum Überwintern und im darauffolgenden Jahr sind die Spinnen dann ebenfalls geschlechtsreif. Auch sie werden sich dann paaren und den zweijährigen Entwicklungszyklus damit abschließen.

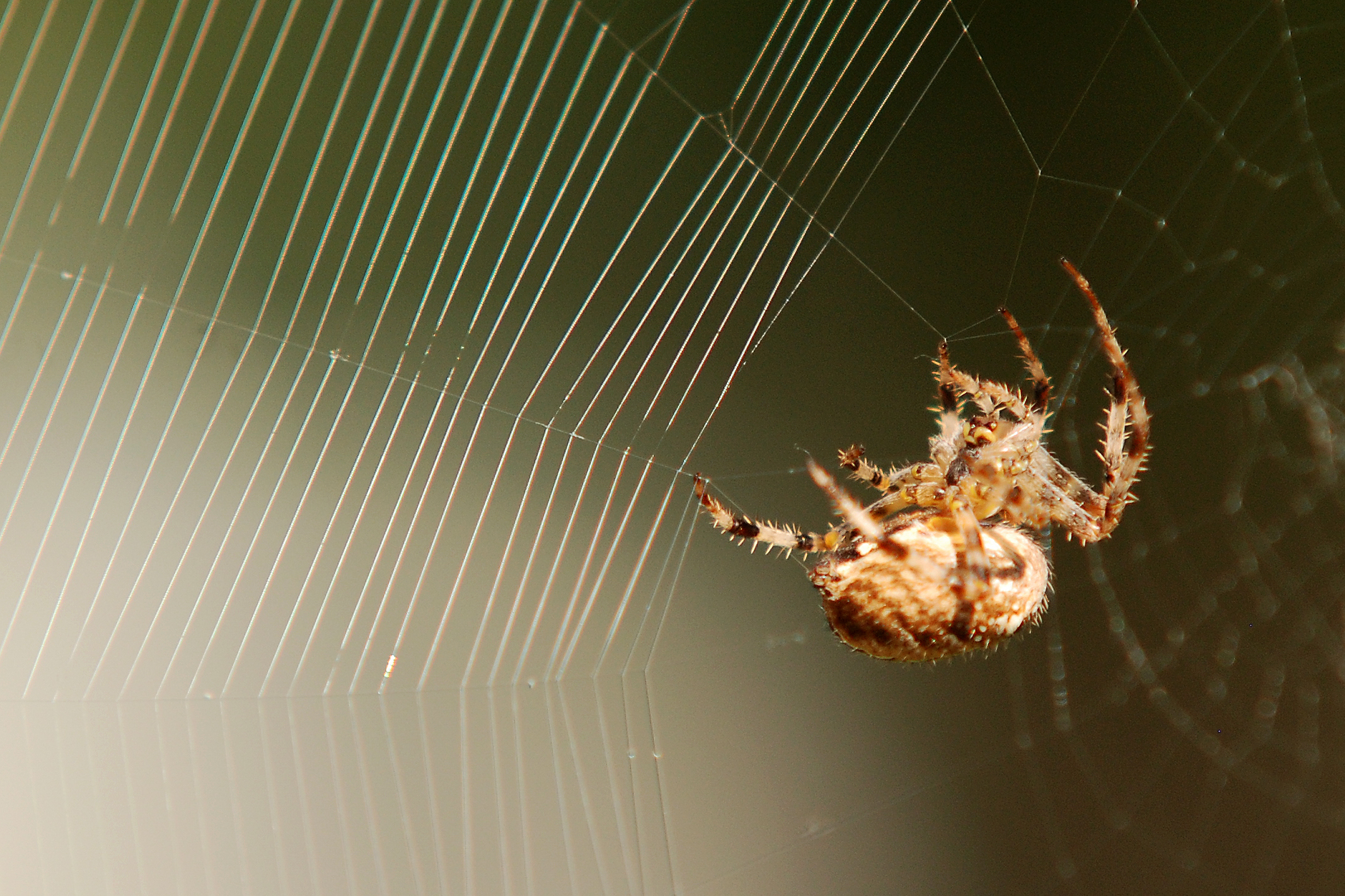
Eine Gartenkreuzspinne beim Netzbau

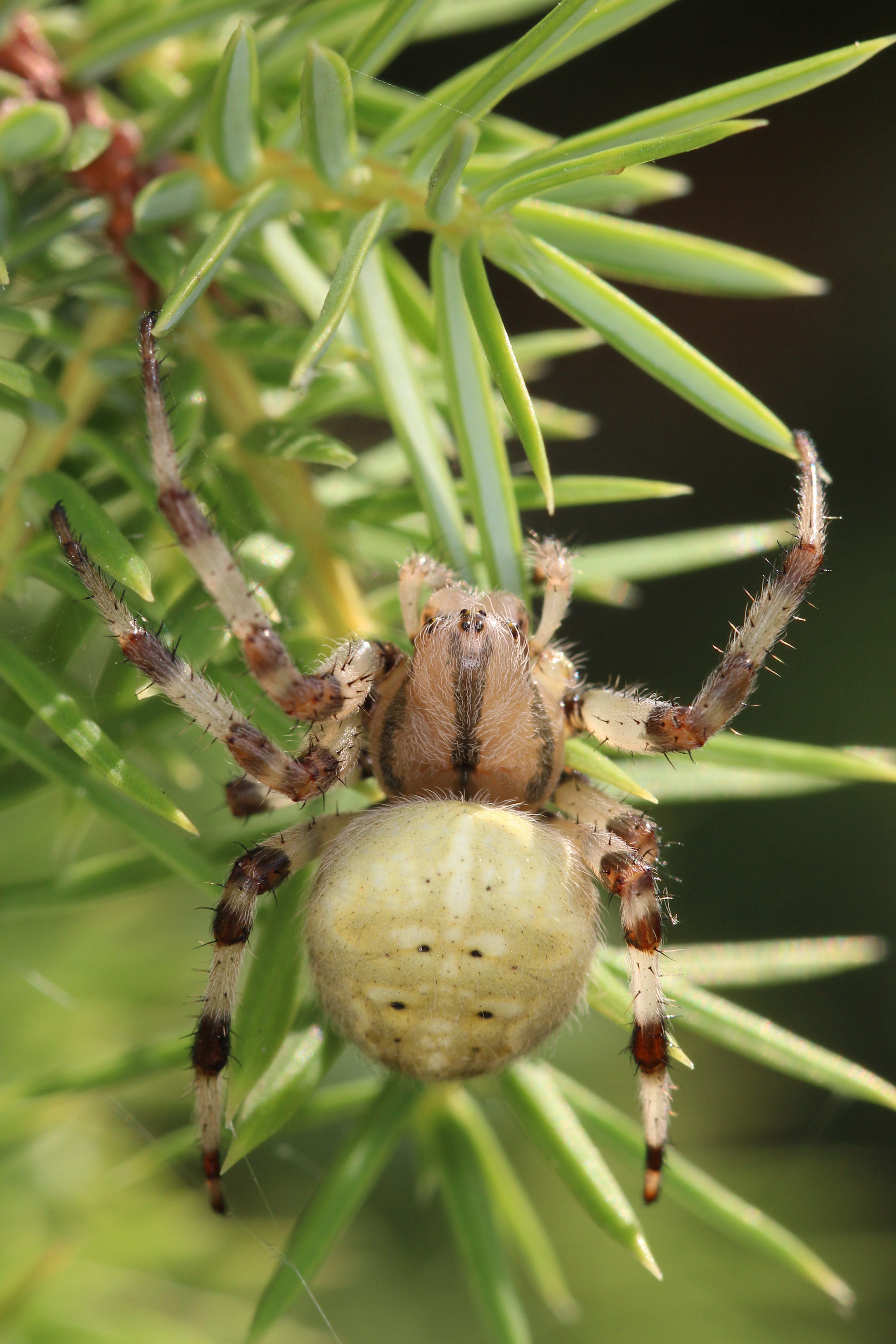
Vierfleckkreuzspinne (Araneus quadratus) aus Blaubeuren, Deutschland

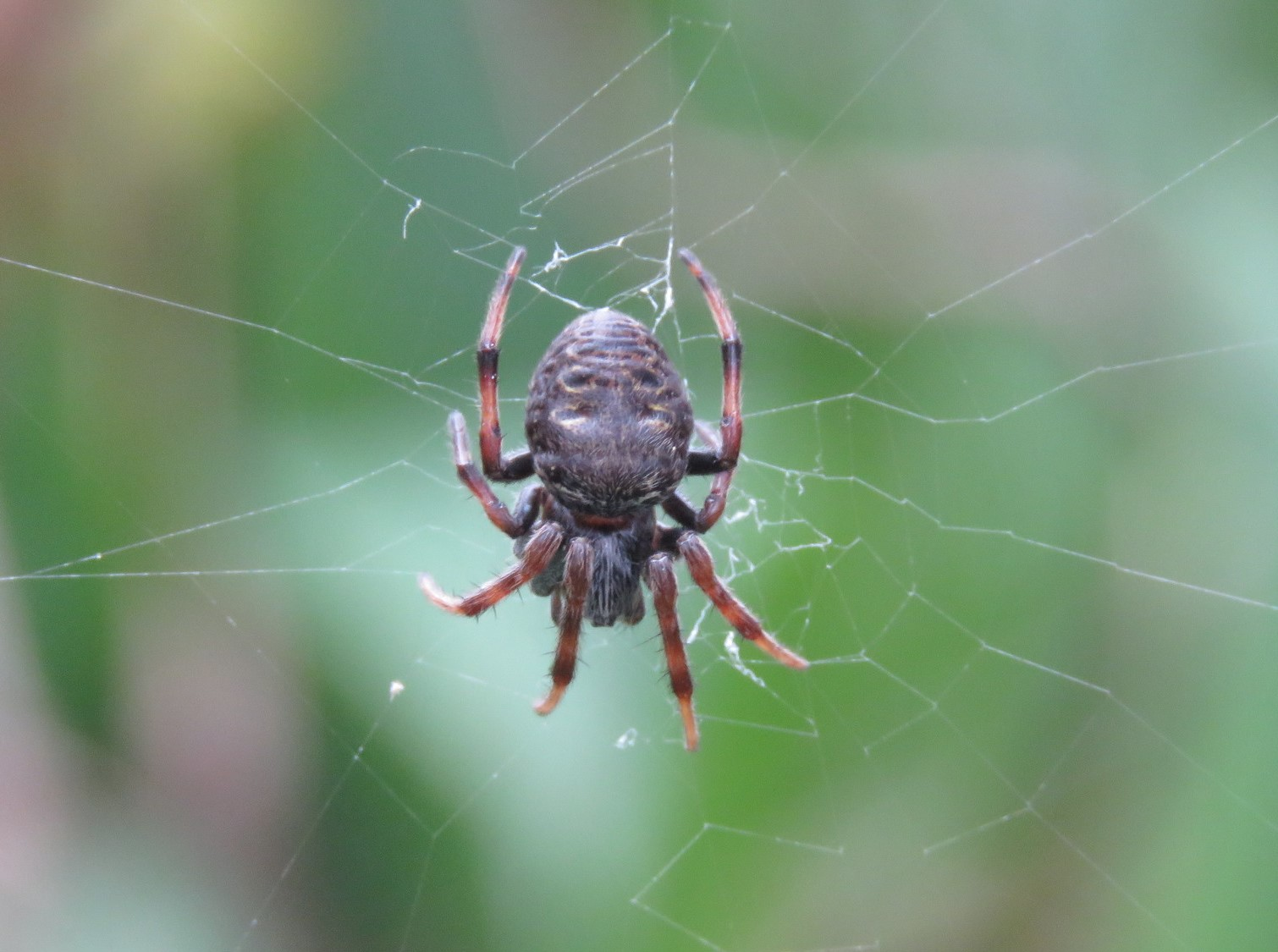
Araneus granadensis in ihrem Netz

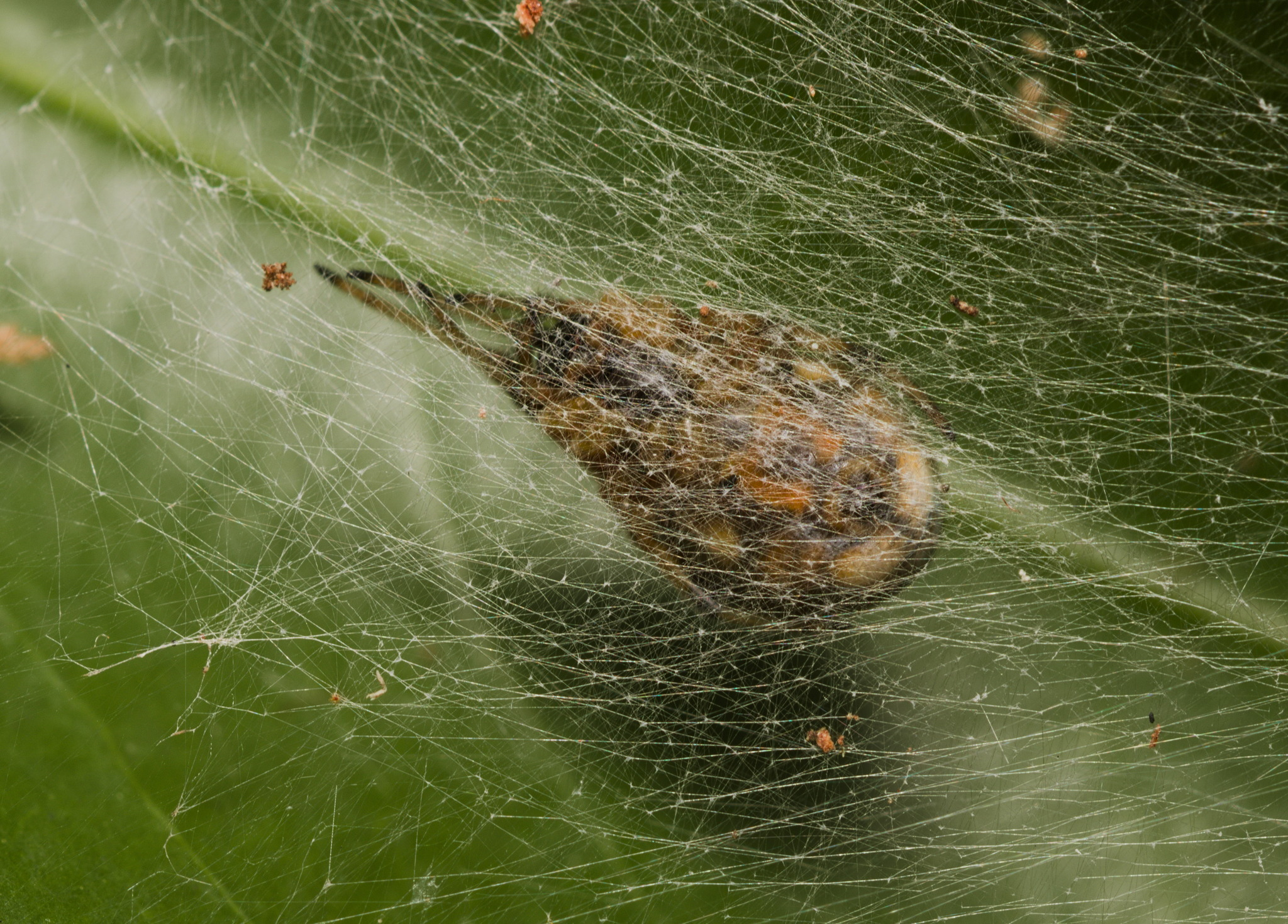
Araneus ejusmodi

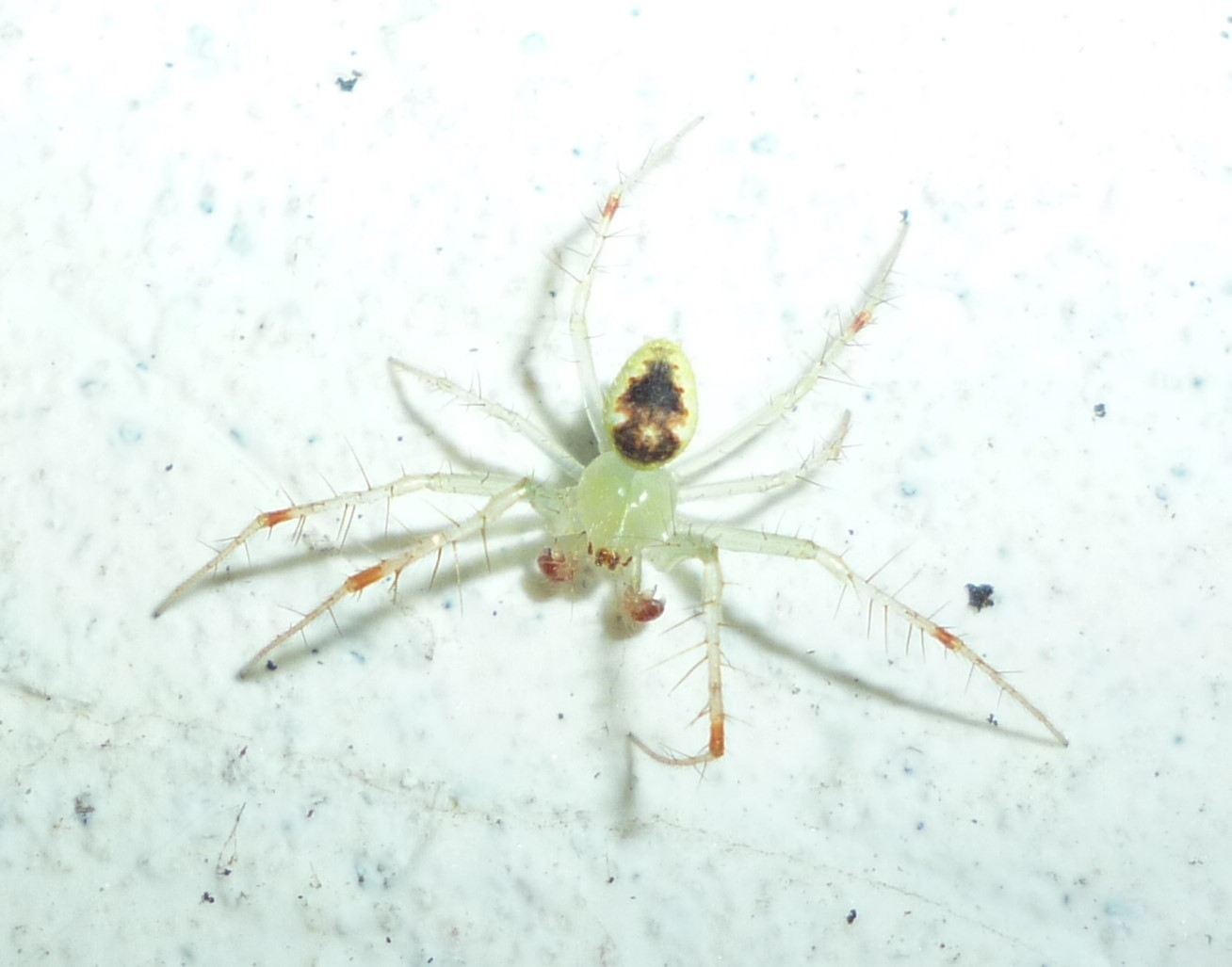
Araneus niveus aus Nordamerika

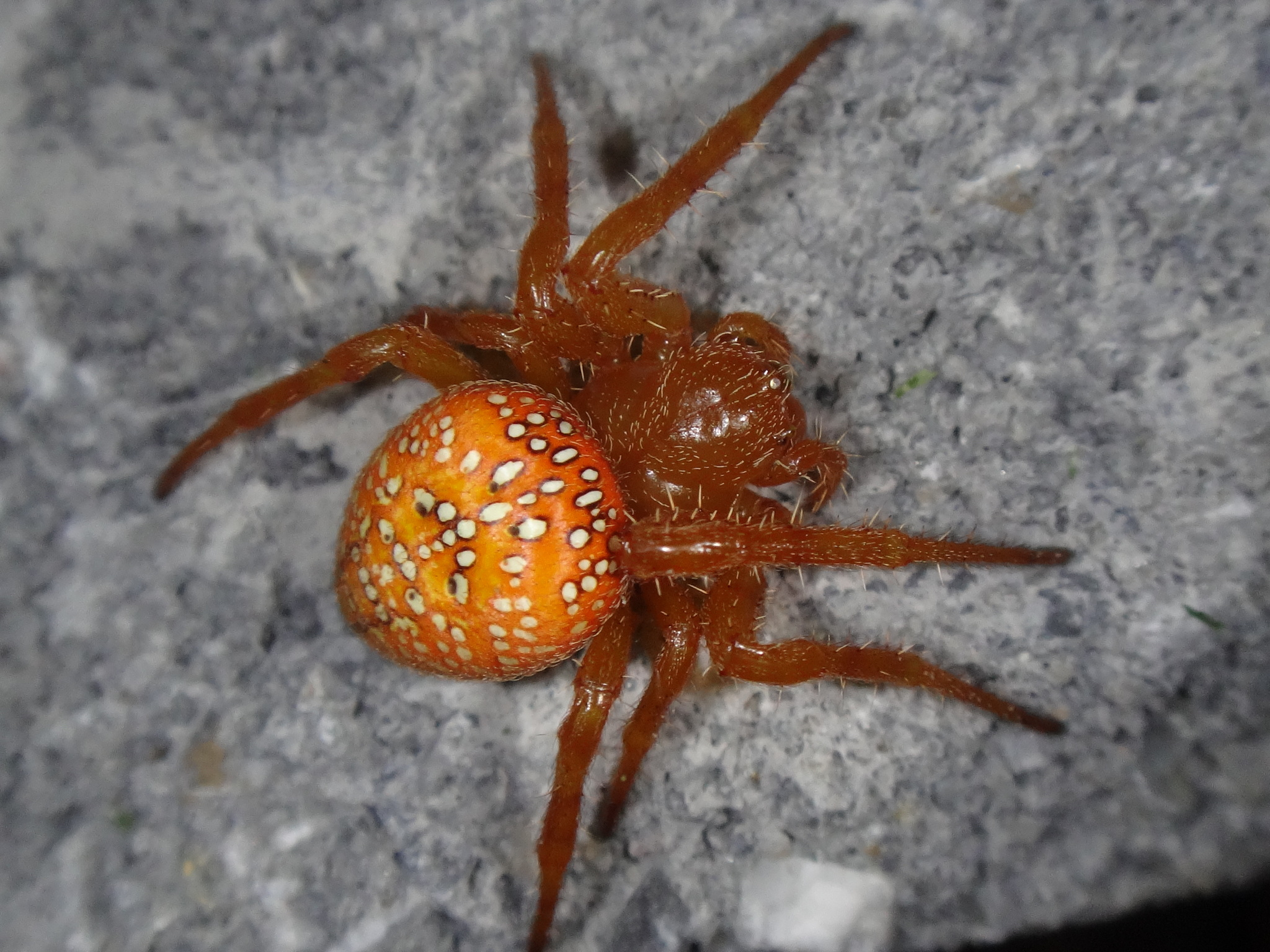
Araneus iviei aus Nordamerika

## Arten und Synonyme
Die paläarktisch verbreitete Eichblatt-Radspinne Aculepeira ceropegia (Walckenaer, 1802) und die Kürbisspinne Araniella cucurbitina werden häufig in älterer Literatur als Araneus ceropegia bzw. Araneus cucurbitina geführt. Sie werden heute aber, ebenso wie manch andere Art, nicht mehr zu der Gattung der Kreuzspinnen gezählt.
- Sumpfkreuzspinne, Araneus alsine (Walckenaer, 1802)
- Gehörnte Kreuzspinne, Araneus angulatus Clerck, 1757; die Gehörnte Kreuzspinne ist die Typusart der Gattung der Kreuzspinnen[17]
- Araneus cavaticus (Keyserling, 1882)
- Araneus circe (Audouin, 1826)
- Gartenkreuzspinne, Araneus diadematus Clerck, 1757
- Riesenkreuzspinne, Araneus grossus (C. L. Koch, 1844)
- Marmorierte Kreuzspinne, Araneus marmoreus Clerck, 1757
- Araneus nordmanni (Thorell, 1870)
- Vierfleckkreuzspinne, Araneus quadratus Clerck, 1757
- Araneus saevus (L. Koch, 1872)
- Schulterkreuzspinne, Araneus sturmi (Hahn, 1831)
- Araneus triguttatus (Fabricius, 1793)

Auch im 21. Jahrhundert werden neue Kreuzspinnenarten entdeckt.

## Gefährdung für den Menschen
Kreuzspinnen gehören zu den wenigen Spinnenarten Mitteleuropas, die mit ihrem Biss die menschliche Haut unter Umständen durchdringen können, neben der Wasserspinne oder der Ammen-Dornfinger-Spinne. Sie können die Haut jedoch nur an ihren dünnsten Stellen durchdringen. Der Biss ist zwar unangenehm und kann deutlich wahrnehmbare Symptome hervorrufen, ähnlich einem Wespen- oder Bienenstich, bleibt jedoch medizinisch ohne langfristige Folgen.